# La vie continue (album)
Pour l’article homonyme, voir La vie continue.
Albums de Maes
Omerta
(2023)
Singles
1. 4Motion (avec PLK)
Sortie : 29 février 2024
2. Survie (avec Ninho)
Sortie : 23 mai 2024
3. Magie
Sortie : 19 juin 2024
4. Interpol
Sortie : 18 juillet 2024

La vie continue (stylisé LA VIE CONTINUE ou LVC) est le quatrième album studio du rappeur Maes sorti le 19 juillet 2024.
L’album est certifié disque d’or le 17 octobre 2024.

## Liste des pistes
| Édition standard | Édition standard           | Édition standard         | Édition standard | Édition standard | Édition standard | Édition standard | Édition standard | Édition standard | Édition standard |
| No               | Titre                      | Producteur(s)            | Durée            |                  |                  |                  |                  |                  |                  |
| ---------------- | -------------------------- | ------------------------ | ---------------- | ---------------- | ---------------- | ---------------- | ---------------- | ---------------- | ---------------- |
| 1.               | Hermès                     | BBP                      | 3:23             |                  |                  |                  |                  |                  |                  |
| 2.               | Magie                      | Some-1ne                 | 3:38             |                  |                  |                  |                  |                  |                  |
| 3.               | Survie (feat. Ninho)       | Bankai                   | 2:54             |                  |                  |                  |                  |                  |                  |
| 4.               | Interpol                   | Nino Vella, HRNN         | 2:31             |                  |                  |                  |                  |                  |                  |
| 5.               | Mario                      | Sam H                    | 3:09             |                  |                  |                  |                  |                  |                  |
| 6.               | 4Motion (feat. PLK)        | Black Eagle Beats        | 3:19             |                  |                  |                  |                  |                  |                  |
| 7.               | Valhalla                   | High P, Nino Vella, HRNN | 2:37             |                  |                  |                  |                  |                  |                  |
| 8.               | Balance                    | Focus Beatz              | 3:13             |                  |                  |                  |                  |                  |                  |
| 9.               | 93                         | Skarus Beats             | 2:20             |                  |                  |                  |                  |                  |                  |
| 10.              | Cordillère (feat. Werenoi) | Barbe Noire              | 3:19             |                  |                  |                  |                  |                  |                  |
| 11.              | Yeezy                      | HARRISON                 | 3:00             |                  |                  |                  |                  |                  |                  |
| 12.              | Lumière                    | Noxious                  | 3:14             |                  |                  |                  |                  |                  |                  |
| 13.              | Samu                       | Jak Production           | 2:29             |                  |                  |                  |                  |                  |                  |
| 14.              | Insomnie                   | Skarus Beats, Nells Prod | 3:30             |                  |                  |                  |                  |                  |                  |
| 15.              | Sevran B                   | Yannis Wade, Some-1ne    | 2:15             |                  |                  |                  |                  |                  |                  |
| 44:51            |                            |                          |                  |                  |                  |                  |                  |                  |                  |

| 1. | Hijama                      | Narco Verra                            | 3:12 |
| 2. | Nouveau opps (feat. JRK 19) | Smoky Beats, Marco Tolo, Dexxis, Kitza | 3:37 |
| 3. | Sans boussole               | Boumidjal, HoloMobb                    | 2:53 |
| 4. | Rivoli                      | Nino Vella                             | 2:05 |
| 5. | FC Beaudottes               | Barbe Noire                            | 3:05 |

## Clips vidéos
- 4Motion (avec PLK) : 29 février 2024
- Magie : 19 juin 2024
- Interpol : 18 juillet 2024
- FC BEAUDOTTES: 21 Octobre 2024
- SANS BOUSSOLES: 8 Novembre 2024
- RIVOLI: 9 Décembre 2024

## Titres certifiés en France
- 4Motion (avec PLK)  Platine[2]
- Survie (avec Ninho)  Platine[2]
- Cordillère (avec Werenoi)  Platine[2]
- Interpol  Or
- Magie  Or

## Classements

### Classements hebdomadaires
| Classements (2024)           | Meilleure position |
| ---------------------------- | ------------------ |
| Belgique (Flandre Ultratop)  | 164                |
| Belgique (Wallonie Ultratop) | 1                  |
| Suisse (Schweizer Hitparade) | 7                  |